# 페르소나 (시리즈)
《페르소나》(Persona, ペルソナ) 시리즈는 ATLUS에서 발매된 롤플레잉 게임 시리즈 및 애니메이션이다. 동사의 게임 소프트 《진 여신전생》의 외전에 해당한다.

## 개요
본 시리즈는 이변에 의해서 악마나 섀도라는 이형의 존재가 출현하게 된 현대 일본의 거리나 고등학교를 무대로 <페르소나 능력>에 눈을 뜬 주인공들이 협력해 사태를 해결로 이끄는 RPG이다. 이 때문에 회복 시설이 학교의 양호실이나 마을의 개업 의사이거나, 회복 아이템을 약국에서 구입하거나 방어구 가게가 부티크이거나 하는 배경 등 무대 장치가 현대풍으로 되어 있다. 특징으로서 학교의 괴담, 소문, 도시 전설같은 오컬트적인 테이스트를 더하면서도 우정이나 연애 같은 젊은 사람들에게 친밀한 주제를 취급하고 있다.
본 시리즈 전후로 전개된 <진 여신전생 데빌 서머너>가 종래의 <진 여신전생> 연장선상의 시스템이었는데 비해, 본 시리즈는 종래의 여신전생 테두리에 얽히지 않고 새로운 시스템을 많이 채용하고 있지만 안에 감춰진 테마성 등은 같은 시리즈를 잇고 있다. 기획자 중 한 사람인 오카다 코지에 의하면 <이야기의 드라마성>을 도입, 거기에 더욱 캐릭터성을 강하게 한 것이 본 시리즈라는 것. 마법이나 아이템의 이름, 악마 및 페르소나의 디자인 등은 <진 여신전생 시리즈>와 공통된다. 또, 일부 캐릭터가 게스트 출연하는 등의 크로스오버 요소도 있다.
<진 여신전생>과 크게 다른 점은 중마의 존재가 없고 파티 멤버가 인간만으로 구성되어 있는 것, 주인공들이 <페르소나>라는 특수 능력을 이용해 악마들과 싸워 가는 것, 캐릭터에 보이스가 있는 것, 전투 화면에서도 아군이 표시되는 것 등을 들 수 있다. <진 여신전생 if... >의 <가디안 시스템>(수호영혼에 따라 캐릭터의 능력이 변화하는 시스템)을 기본으로 승화시켜 표제에도 들어간 <페르소나>가 이 작품의 최대 특징이다. 다만 그 위치설정이나 작성, 소환 방법은 작품에 따라 섬세한 차이가 있다(각 작품의 항을 참조).
원래는 RPG로 나왔지만 인기의 확대에 수반해 만화, 드라마 CD, 텔레비전 애니메이션, 연극, 대전 격투 게임, 극장판 애니메이션 등의 미디어 믹스도 행해졌다.

## 페르소나란
<페르소나>란 라틴어로 <사람>, <가면>을 의미하며 이 게임에서는 사람의 속마음에 있는 <또 하나의 나>, 다른 인격이 구현화한 특수 능력을 가리킨다. 정신력을 나타내는 스피릿 포인트“SP”를 소비해 발동하며 화염이나 전격을 조종하는 마법, 다친 동료의 회복, 페르소나가 가지는 검이나 창 등에 의한 공격등 여러 가지 능력을 사용할 수 있다. 페르소나는 악마나 섀도라는 이형의 존재에 대항할 수 있지만, 이것을 사용할 수 있는 것은 <페르소나 사용자>로 한정되어 있다. 페르소나는 전부 100-180종류 있어, 각각 신화나 전승에 연관된 이름이 붙어 있다. 타로 카드의 아르카나에 따라 크게 22 종류(+α)로 분류되어 같은 아르카나의 페르소나는 어느 정도 닮은 성질을 가진다. 이하는 게임 중에서 주인공이 최초로 가지는 페르소나.
청면금강
<여신이문록 페르소나>에 등장. EMPEROR(황제) 에 속한다. 주로 질풍계의 마법을 사용할 수 있다.
초기 능력: Lv5 역12 체8 기5 속11 운9
습득 스킬: 갈, 테라이트, 마카쟈마, 프린파, 마하갈, 스핀 킥
불카누스
<페르소나 2 죄>에 등장. SUN(태양) 에 속한다. 주로 화염계의 마법을 사용할 수 있다. 수격계의 공격이 약점.
초기 능력: Lv1 역4 체3 기3 속3 운2
습득 스킬: 아기, 파트라, 화염격, 바르작크, 마하라기, 디아
마이아
<페르소나 2 죄·벌>에 등장. MOON(달) 에 속한다. 회복계의 마법이나 파마계의 공격을 사용한다. 약점 속성은 없고, 신성계나 암흑계의 마법을 무효화할 수 있다.
초기 능력: Lv3 역3 체4 기5 속5 운4
습득 스킬: 하마, 디아, 아쿠아, 미디어, 멀티 디멘션, 디아라마
오르페우스
<페르소나 3>에 등장. FOOL(바보) 에 속한다. 신화와 같이 하프를 들고 있다. 화염계의 공격을 쓰고 번개나 어둠 공격에 약하다.
심리학에서는 무의식 중의 <구제자> <재생>을 나타내는 유형이며 신과 사람, 양쪽 모두의 세계를 왕래한다.
아내가 먼저 죽어, 그 영혼을 돌려받기 위해서 죽은 자의 나라로 내려가 한 번은 만회하지만, 돌아가는 도중 "보지마 금기"를 어겼기 때문에 아내는 명계에 돌아가 버린다는 신화가 유명하다.
초기 능력: Lv1 역2 내2 마2 속2 운2
습득 스킬: 돌격, 아기, 타룬다
이자나기
<페르소나 4>에 등장. FOOL(바보)에 속한다. 주로 번개계의 마법을 사용할 수 있다. 번개계의 공격에 내성을 가지고 어둠 속성의 공격은 무효화하지만 바람계의 공격이 약점.
일본 신화의 창생신의 일주. 죽음의 저주에 휩쓸린 인류에게 삶의 축복을 주어 구제하는 사호인도의 신화가 유명하다.
아내가 먼저 죽은 이자나기는 이자나미의 영혼을 돌려받도록 황천으로 내려가지만 "보지마 금기"를 범해 더러워진 아내의 모습에 놀라 도망간다. 이자나미는 무수한 사망자를 보내지만 이자나기는 이것을 불제해, 명계의 입구를 바위로 닫아 생존자와 사망자의 경계로 이 세상의 생과 죽음의 기원인 사호인도를 했다.
습득 스킬: 지오, 슬래시, 라크카쟈, 라쿤다, 타르카쟈
아르센
<페르소나 5>에 등장. FOOL(바보)에 속한다. 물리계의 공격과 저주계의 마법을 사용할 수 있다. 저주계의 공격에 강하나 빙결계와 축복계의 공격에 약하다.
프랑스의 소설 아르센 뤼팽 시리즈의 주인공. 언제나 신출귀몰한 행동과 놀라운 변장술로 목표로 한 물건을 훔치며, 의적의 모습도 풍긴다.
습득 스킬: 에이하, 슬래시, 스쿤다, 몽견침, 역경의 각오
페르소나에는 고유의 랭크(레벨)가 존재하며 그에 따라 능력치의 상승, 새로운 마법, 스킬을 습득한다. 또 성장 시스템이나 스테이터스 설정에 관해서는 각 작품에 의해서 크게 다르다.
페르소나는 바꾸는 일도 가능(페르소나 체인지)하다. 페르소나에 따라 사용할 수 있는 스킬(마법)이나 능력치, 방어 궁합 등이 다르므로 같은 캐릭터도 페르소나를 바꾸는 것만으로 완전히 다른 능력으로 할 수 있다(다만 페르소나에도 레벨이 있어 사용자의 레벨 이상의 페르소나는 원칙으로서 취급할 수 없다). 전투를 유리하게 진행하려면 적과의 궁합을 생각하고 페르소나를 사용하는 것이 중요. <3>에서부터는 페르소나의 변경은 주인공 특유의 능력이 되었다.
또 페르소나 사용자 중에서도 한정된 사람만이 방문할 수 있는 <벨벳 룸>에서는 새로운 페르소나를 합체로 만들어 낼 수 있다. 같은 페르소나도 합체의 방법에 따라 습득하는 스킬이나 능력이 바뀐다.
덧붙여 게임 시스템과는 다른, 세계관이 가지는 고유의 설정으로서 나중에 각성한 페르소나 사용자는 한계 소양이 높다는 것이 있다. 이것은 라이터로 세계관 설정을 구축한 사토미가, 애니메이션이나 SF소설 등의 초능력자가 그렇게 말했던 것이 인상 깊었기 때문이라고 대답하고 있다.

## 시리즈 작품 일람
괄호 안은 발매, 대응하는 하드웨어와 미디어 이름을 표기.
1. 1996년 9월 20일 발매- 여신이문록 페르소나 (PS, Win)
2. 1999년 6월 24일 발매- 페르소나 2 죄 (PS)
3. 2000년 6월 29일 발매- 페르소나 2벌 (PS)
4. 2006년 7월 13일 발매- 여신전생 페르소나 3 (PS2)
5. 2006년 12월 1일 출시- 여신이문록 페르소나 이공의 탑편 (휴대 앱)
6. 2007년 4월 19일 발매- 여신전생 페르소나 3 페스 (PS2)
7. 2007년 10월 1일 출시- 페르소나 2 죄 LOST MEMORIES. (휴대 앱)
8. 2007년 10월 29일 출시- 아이기스 THE FIRST MISSION (휴대 앱)
9. 2007년 11월 26일 출시- 페르소나 3 M (휴대 앱)
10. 2008년 1월 5일 개시- 페르소나~트리니티 소울~ (텔레비전 애니메이션)
11. 2008년 2월 26일 개시- 페르소나 아인소프 (브라우저 게임)
12. 2008년 7월 10일 발매- 여신전생 페르소나 4 (PS2)
13. 2008년 11월 4일 출시- 페르소나 2 벌 INFINITY MASK. (휴대 앱)
14. 2009년 3월 16일 출시- 페르소나 모바일 온라인 (휴대 앱)
15. 2009년 4월 29일 발매- Persona (PSP)
16. 2009년 11월 1일 발매- 여신전생 페르소나 3 포터블 (PSP)
17. 2010년 8월 17일 출시- 여신전생 페르소나 3 소셜 (소셜 게임)
18. 2011년 4월 14일 발매- PERSONA 2 죄 (PSP)
19. 2011년 10월 13일 방송- Persona4 the ANIMATION (텔레비전 애니메이션)
20. 2012년 5월 17일 발매- PERSONA 2 벌 (PSP)
21. 2012년 6월 14일 발매- 여신전생 페르소나 4 더 골든 (PS Vita)
22. 2012년 3월 1일 가동 개시- 페르소나 4 디 얼티밋 인 마요나카 아레나 (AC, PS3, XB360)
23. 2013년 11월 23일 공개-페르소나 3 THE MOVIE #1 Spring of Birth(극장용 애니메이션)
24. 2013년 11월 28일 가동 개시- 페르소나 4 디 얼티맥스 울트라 수플렉스 홀드 (AC, PS3)
25. 2014년 6월 5일 발매- 페르소나 Q 섀도 오브 더 라비린스 (3DS)
26. 2014년 6월 7일 공개-페르소나 3 THE MOVIE #2 Midsummer Knight's Dream(극장용 애니메이션)
27. 2015년 발매 예정- 페르소나 4 댄싱 올나잇 (PS Vita)
28. 2016년 9월 15일- 페르소나 5 (PS3, PS4)

## 시리즈 작품 개요
자세한 것은 각 작품의 항목을 참조.

### 여신이문록 페르소나
1996년, 여신전생 시리즈의 신작으로서 발표되었다. 모든 연령층의 유저가 즐길 수 있으면 구가해져서 개개도, 높은 게임 난이도나 시스템의 복잡함등에서, 결코 초심자 전용이라고는 할 수 없는 타이틀이었다. 그러나, <페르소나의 육성>이나 합체 법칙, 캐릭터, 그리고 인간의 심리를 테마로 한 스토리로부터 팬을 획득해, 시리즈 최대의 50만개의 히트를 달성했다.
<여신이문록 페르소나 이공의 탑편>이 S!어플리로 2006년 12월 1일부터, i어플리로 12월 18일부터, EZ어플리로 12월 21일부터 출시. 여신이문록 페르소나의 외전 시나리오에 해당하는 휴대 전화용 앱이다.
2009년 4월 29일에 PlayStation Portable에서 리메이크 작품 <페르소나>가 발매되었다.

### 페르소나 2 죄·벌
전작으로 초심자 전용을 구가하면서도 시스템을 보다 진화시켜복잡하게 된 부분을 간략화시켰다. 새롭게 소문이 현실이 되는 <소문 조작>이 도입되었다.
시나리오면은 <진짜 이상이란 무엇인가?>라는 테마가 제시되었다. 스토리는 <죄>로 일응의 완결을 보이면서도 수수께끼를 남겨, 속편의 <페르소나 2 벌>로 진정한 완결을 보이는 이부 구성이 되고 있다. <죄>는 전작과 같이 고교생이, <벌>에서는 OL이나 형사와 같은 사회인이 메인 캐릭터가 되고 있다. 또, <여신이문록>의 캐릭터도 등장해 시리즈 3작의 완결편적인 위치의 작품이 되고 있다. 다만 다른 페르소나 작품에 비해 판매량이 저조하고, 유일하게 2개의 스토리로 나뉘어 발매되었다는 점 때문에 팬들 사이에서는 저평가를 받기도 한다.
2007년 10월 1일부터 휴대 앱으로 <페르소나 2 죄 LOST MEMORIES>, 2008년 11월 4일부터 <페르소나 2 벌 INFINITY MASK>가 출시됐다.
2011년 4월 14일에 PlayStation Portable에서 리메이크 작품 <PERSONA 2 죄>가, 2012년 5월 17일에 리메이크 작품 <PERSONA 2 벌>이 발매되었다.

### 페르소나 3
<2> 로부터 6년을 거쳐서 발매된 본작에서는 종래의 시리즈의 시스템, 설정을 일신했다. 시간의 경과나 인간 관계의 개념이 도입되어 학원의 일상생활의 부분에도 주목할 수 있게 되었다. 어둡고 진지한 세계관의 <여신이문록> <죄·벌>에서 일신해 팝적인 밝은 연출로 신규 유저의 유입을 성공했다. 어두운 과거를 안은 소년 소녀들의 마음의 갈등이 그려져, 마지막엔 지금까지의 시리즈엔 없는 암담한 전개를 나타내고 있다. 제작은 <진 여신전생 III-NOCTURNE>팀이 담당해, <프레스 턴 배틀>의 파생형 <원 모어 프레스 배틀>이나 <페르소나 전서> 등 <진III>의 시스템이 많이 반영되었다. 어펜드 디스크 <페르소나 3 페스>가 2007년 4월에 발매되었다.
휴대 전화 전용의 앱으로는 <아이기스 THE FIRST MISSION> <페르소나 3 M>이 있다.
본작을 원안으로 한 텔레비전 애니메이션 <페르소나 트리니티 소울>이 2008년 1월부터 방영되었다.
2009년 11월에는 여성 주인공을 새롭게 추가한 리메이크판 <페르소나 3 포터블>이 PlayStation Portable 용으로 발매되었다.

2013년 11월 23일부터 본작을 원작으로 한 극장용 애니메이션 <페르소나 3 THE MOVIE #1 Spring of Birth>가 공개되었다. 속편 <#2 Midsummer Knight's Dream>은 2014년 여름 공개 예정.
2014년 1월에는 본작을 원작으로 한 무대 <PERSONA3 the Weird Masquerade ~파란 각성~>이 극장 G롯소에서 상연되었다.

### 페르소나 4
<페르소나 3 페스>발매로부터 1년 3개월이라는 짧은 기간을 두고 발매된 작품. 캐릭터 디자인은 <3>에 이어 계속 소에지마 시게노리, 주요 개발 스탭도 전작과 같다. 시대 설정은 <3>의 2년 후, 도시를 무대로 한 지금까지의 작품과는 다르게 시골이 무대가 되고 있다. 억압된 <또 한사람의 자신>의 존재와 마주봐, 새로운 <자신>을 확립시키는 시나리오가 되어 <죄·벌>을 방불 시키는 부분도 있다. 기본 시스템은 <3>과 거의 동일하지만 본작에선 시간 경과 외에 날씨의 개념도 더해졌다. 또 전작의 게임 시스템(페르소나 육성이나 무기 속성, 커뮤니티 시스템 관련등)도 재구축 및 일신되어 플레이 하기 쉬워졌다.
2011년 10월부터 텔레비전 애니메이션 판이 방송.
2012년 6월 14일에는 신캐릭터를 추가한 리메이크판 <페르소나 4 더 골든>이 PlayStation Vita로 발매되었다.
또 페르소나 4의 캐릭터를 사용한 대전 격투 게임 <페르소나 4 디 얼티밋 인 마요나카 아레나 >가 NESiCAxLive 로 출시 및 PlayStation 3, 엑스박스 360 용으로 발매했다. 이 속편에 해당하는 <페르소나 4 디 얼티맥스 울트라 수플렉스 홀드 >가 발매 예정. 또 지하 감옥 RPG의 <페르소나 Q 섀도 오브 더 라비린스>가 닌텐도 3 DS 전용으로, 댄싱 액션의 <페르소나 4 댄싱 올나잇 >이 PS Vita 전용으로 발매가 예정되는 등 다방면에서 전개된다.

### 페르소나 5
<페르소나 4>로부터 대략 5년만이 되는 완전 신작. 플레이 스테이션 3, 플레이 스테이션 4 전용으로 2016년 9월 15일 발매되었으며, 2017년 한국에도 정발될 예정이다. 제작진은 전작과 같으며, 시대 설정은 <4>로부터 5년 후, 도쿄를 무대로 하고 있다. 새로운 파티 멤버 <마음의 괴도단>은 모두 가정 내의 불화나 사회 내에서의 차별감같은 아픈 구석을 담고 있으며, 이들이 괴도단을 구성해 타락한 인간의 마음을 빼앗아 개심시킨다는 목적이 존재해 많은 플레이어들에게 카타르시스를 느끼게 했다.

## 패러디나 현실에 존재하는 것
<여신이문록 페르소나>, <페르소나 2 죄·벌>에 <사토미타다시 약국점>이 등장했다. 3 작품의 시나리오를 담당하고 있던 <사토미 타다시>가 유래이다. 실재하는 약국 <마츠모토 키요시>의 패러디고 로고도 비슷하다. 점내에서는 상품의 효과를 노래한 테마 송이 BGM로서 흐르며 <페르소나 2 죄·벌>에서는 엔카 버전이나 영어 피아노 버전 등의 바리에이션이 있다. 또 이러한 작품에는 경시청의 마스코트 <피포군>의 패러디인 <포피군>이란 마스코트도 등장하고 있다.
<페르소나 2 죄·벌>엔 현실에 아틀라스가 경영하고 있는 게임센터 <무 대륙>이 지하 감옥으로 등장한다.
덧붙여 사토미 타다시가 아틀라스를 퇴사한 후에 발매된 <페르소나 3>이후에 사토미 타다시 약국점은 등장하지 않는다. 그러나 특징적인 패러디 캐릭터를 창작하는 자세는 이어져 <재패넷 타카타>의 패러디인 <시가넷 타나카>가 등장한다.
이하에 3 이후의 패러디나 현실과 같은 이름의 물건의 아이템 이름을 쓴다.
- 패러디

라디콘 나막신⇒리모콘 나막신
미니멈 커피⇒막스 커피
255차⇒16차
미나미후나하시 인공수⇒남알프스의 천연수
후광의 홍차⇒오후의 홍차
칼로리 브랜드⇒칼로리 메이트
만타⇒환타
후추 박사⇒닥터 페퍼
순수 벌꿀⇒벌꿀 레몬?
요츠야 차이다⇒미츠야 사이다
강건미다⇒소켄비차
모로나민 G⇒오로나민C
충실 무화과나무⇒충실 야채?
1 UP⇒7UP
추석 쥬스⇒폰쥬스
환상의 감자 소주, 모리 란마루⇒삼이장
- 현실과 같은 이름의 물건=정체

메리&문나이트&선택&초코칩 쿠키⇒모리나가 제과의 비스킷 시리즈
포테롱&남편와⇒상기와 같은 모리나가의 유명 과자
붉은 여우&초록의 너구리&감색의 여우 곁&면만들기(된장, 돼지뼈)⇒토요 수산의 컵면 시리즈
리본 시트론&리본나포린&리본 오렌지⇒삿포로 음료의 리본 시리즈
가부마시는 것 멜론 크림 소다&가부마시는 것 밀크 커피&가부마시는 것 바이타민 C⇒상기와 같은 삿포로 음료 노가부마시는 것 시리즈
에비스 다방 옥로들이 차⇒상기와 같은 삿포로 음료의 차
홈런 바 ⇒ 메이토의 봉아이스

## 페르소나 시리즈 등장 인물
필레몬
소리-여신이문록 페르소나: 불명(PS판), 호리우치 켄유 (PSP판) / 2:야마노이 히토시
<여신이문록 페르소나>에서 <페르소나 2 죄·벌>에 등장. <페르소나 3>이후는 등장하지 않는다.
의식과 무의식의 틈에 살며 끊임 없이 인간을 지켜보는 고위의 존재. 심리학에서 신과 동일시 되는 집단적 무의식의 화신이며, 밝은 면을 나타낸다. 필레몬은 어느 때에 사람들에게 꿈을 개입시키고 계시를 주어 좋은 방향으로 이끈다. <페르소나양>이라고 하는 특정의 의식(입회)을 실시하면 잠 안에서 필레몬이 나타난다. 거기서 최초의 시련, 자신이 누구인지를 인식하는(이름을 말한다) 일을 할 수 있으면 그 사람은 페르소나 능력을 개화시킬 가능성이 있다. 타인의 앞에서는 나비를 모티프로 한 가면을 쓴 신사의 모습. 나비는 정신의 상징이다. 본모습을 보여도 그 용모는 본 사람에 따라서 다르다. 그 자신도 강력한 페르소나 사용자다.
종자로는 벨벳 룸을 관리하는 이고르, 나나시, 베라돈나등이 있다.
덧붙여 먼 옛날에 그의 존재가 있던 모습으로 어느 시리즈에도 비려문(히레것) 및 비려문고승(히레것상임)이라고 하는 인물이 남긴 유적이 있어, 명라문앞에서 불피우는 의식수포(나루라토호테후)라는 이름도 남아 있다.
니알라토텝
소리- 2:야마노이 히토시
<여신이문록 페르소나>및 <페르소나 2 죄·벌>에 등장. <페르소나 3>이후는 등장하지 않는다.
의식과 무의식의 틈에 살고 있는 존재로, 미혹이 있는 사람을 파멸로 이끈다. 필레몬과는 표리 관계로, 대중의 열광을 부추겨, 주의를 양조시켜 대중을 낳는다. 이것이 이 존재가 사람들에게 부과하는 시련이다. 원형론에 의하면 주의는 개인적 무의식이 집단적 무의식과의 위험한 동일화를 도모하는 과정이며, 이러한 동일화는 파멸 경향을 가지는 대중 심리를 가부간의 답이 없게 만든다고 여겨져 또한 인간 정신의 통합은 그 악마화와 다름없다고 한다. 이 파멸 경향을 가지는 대중 심리가, 이 존재의 본질이다. 모델이 된 것은 크툴루 신화에 등장하는 신성의 하나로 <기어오는 혼돈> <천의 모양을 가진 신>을 의미한다. 심리학에 있어 신과도 동일시 되는 보편적 무의식의 반화신이며 어두운 면을 나타낸다. 그로 향하는 단 하나의 방법은 <모두를 받아들인 다음 결코 단념하지 않는다>이다.
이고르
소리- 2:아오노 타케시 (CD드라마판) / 3~4: 타노나카 이사무 / 5:츠키야마 마사네
벨벳 룸의 주인으로, 페르소나를 관리하는 역할을 담당하는 필레몬의 종자.
누군가에게 양성된 인형이며 비장의 기술을 베풀어져 의지를 가지게 되었다. 자신이 <인형>인가 <인간>인가를 계속 생각하고 있다.
그가 등장하는 벨벳 룸은 1, 2 작은 재즈 바, 3 작은 대형 엘리베이터, 4 작이 리무진 버스, 5 작은 감옥이다.
필레몬이 존재하지 않는 <페르소나 3>이후에도 등장해 새롭게 엘리자베스, 마가렛 등을 따르게 하고 있다.
모델은 영화판 프랑켄슈타인에 등장하는 프랑켄슈타인 박사의 조수 이고르(아이고르라고 번역되는 경우도 있다).
심리학에서는 <그림자>의 배후에는 아니마가 있고, 그것은 자주 소녀와 같은 차림을 벗어 그 배후에 가장 영향력이 큰 <노인>모습을 숨기고 있다고 한다.

## 참고 문헌
- 여신이문록 페르소나 공식 가이드 북[깨진 링크(과거 내용 찾기)]
- 페르소나 2 죄 공식 가이드 북 완전판[깨진 링크(과거 내용 찾기)]
- 페르소나 2 벌 공식 가이드 북 완전판[깨진 링크(과거 내용 찾기)]
- 페르소나 3 공식 퍼펙트 가이드[깨진 링크(과거 내용 찾기)]
- 페르소나 클럽 P3 보관됨 2010-03-16 - 웨이백 머신
- 페르소나 3 공식 설정 자료집[깨진 링크(과거 내용 찾기)]
- 페르소나 3 페스 공식 퍼펙트 가이드 보관됨 2009-03-07 - 웨이백 머신
- 페르소나 3 페스 공식 팬북-MyEpisode- 보관됨 2009-03-07 - 웨이백 머신